# 中臺灣大學系統
中臺灣大學系統（Mid-Taiwan University System， 簡稱 M6），由中國醫藥大學、中山醫學大學、東海大學、逢甲大學、靜宜大學、亞洲大學等六所中部私立大學於2012年6月10日成立，是台灣第一個私立大學系統。

## 目前概況
目前合作項目有：校際修課比照校內收費。

## 目前成員
| 校名         | 創建年 | 學院數 | 地址                           |
| 東海大學     | 1955   | 9      | 臺中市西屯區臺灣大道四段1727號 |
| 中國醫藥大學 | 1958   | 7      | 臺中市北區學士路91號           |
| 中山醫學大學 | 1960   | 5      | 臺中市南區建國北路一段110號    |
| 逢甲大學     | 1961   | 13     | 臺中市西屯區文華路100號        |
| 亞洲大學     | 2001   | 6      | 臺中市霧峰區柳豐路500號        |
| 靜宜大學     | 1956   | 6      | 臺中市沙鹿區臺灣大道7段200號   |